# Houston Rockets 1986-1987
La stagione 1986-87 degli Houston Rockets fu la 20ª nella NBA per la franchigia.
Gli Houston Rockets arrivarono terzi nella Midwest Division della Western Conference con un record di 42-40. Nei play-off vinsero il primo turno con i Portland Trail Blazers (3-1), perdendo poi la semifinale di conference con i Seattle SuperSonics (4-2).

## Roster
| N° | Naz.                   | Ruolo | Sportivo         | Anno | Alt. | Peso |
| -- | ---------------------- | ----- | ---------------- | ---- | ---- | ---- |
| 1  | Stati Uniti (bandiera) | A     | Buck Johnson     | 1964 | 201  | 86   |
| 4  | Stati Uniti (bandiera) | G     | Conner Henry     | 1963 | 201  | 88   |
| 5  | Stati Uniti (bandiera) | C     | Dave Feitl       | 1962 | 211  | 107  |
| 10 | Stati Uniti (bandiera) | G     | Dirk Minniefield | 1961 | 191  | 82   |
| 15 | Stati Uniti (bandiera) | G     | Mitchell Wiggins | 1959 | 193  | 84   |
| 18 | Stati Uniti (bandiera) | A     | Cedric Maxwell   | 1955 | 203  | 93   |
| 20 | Stati Uniti (bandiera) | G     | Steve Harris     | 1963 | 196  | 88   |
| 22 | Stati Uniti (bandiera) | GA    | Rodney McCray    | 1961 | 201  | 100  |
| 30 | Stati Uniti (bandiera) | G     | Allen Leavell    | 1957 | 185  | 77   |
| 32 | Stati Uniti (bandiera) | GA    | Lewis Lloyd      | 1959 | 198  | 93   |
| 33 | Stati Uniti (bandiera) | GA    | Robert Reid      | 1955 | 203  | 93   |
| 34 | Nigeria (bandiera)     | C     | Akeem Olajuwon   | 1963 | 213  | 116  |
| 40 | Stati Uniti (bandiera) | AC    | Richard Anderson | 1960 | 208  | 109  |
| 43 | Stati Uniti (bandiera) | AC    | Jim Petersen     | 1962 | 208  | 107  |
| 50 | Stati Uniti (bandiera) | AC    | Ralph Sampson    | 1960 | 224  | 103  |

## Staff tecnico
- Allenatore: Bill Fitch
- Vice-allenatori: Carroll Dawson, Rudy Tomjanovich